# 安德烈娅·尼尔
安德烈娅·尼尔（英語：Andrea Neil，1971年10月26日—），加拿大女子足球运动员，场上位置是中场。她曾代表加拿大国家队参加2007年泛美运动会足球比赛，获得一枚铜牌。